# Koja (onderdistrict)
Koja is een onderdistrict (kecamatan) van Jakarta Utara in het noorden van Jakarta, Indonesië.

## Verdere onderverdeling
Het onderdistrict Koja is verdeeld in 6 kelurahan:
1. Koja, postcode 14220
2. Rawa Badak Utara, postcode 14230
3. Rawa Badak Selatan, postcode 14230
4. Tugu Utara, postcode 14260
5. Tugu Selatan, postcode 14260
6. Lagoa, postcode 14270

## Bezienswaardigheden
- Rawa Badak stadion
- Gereja Tugu,[1] een kerk gebouwd in 1747 in opdracht van Justinus Vink voor de zogenaamde Mardijkers die woonden in de Kampung Tugu.
- Jakarta Islamic Centre[2]